# Liste de clarinettistes de jazz
Ceci est une liste de clarinettistes de jazz notables triée par ordre alphabétique.
Les clarinettistes nommés ci-dessous ont marqué l’évolution de l’instrument par leur approche du jazz, leurs compositions ou leurs techniques instrumentales. 
- Haut – A
- B
- C
- D
- E
- F
- G
- H
- I
- J
- K
- L
- M
- N
- O
- P
- Q
- R
- S
- T
- U
- V
- W
- X
- Y
- Z

## A
- Claude Abadie
- Kaoru Abe
- Fletcher Allen
- Woody Allen
- Curtis Edward Amy
- Armand Angster
- Vic Ash[1]
- Harold Ashby

## B
- Gérard Badini
- Buster Bailey[2],[3]
- Achille Baquet
- George Baquet
- Eddie Barefield
- Brian Barley
- Gary Bartz
- Alvin Batiste[4]
- Francesco Bearzatti
- Sidney Bechet[2],[5]
- Yvan Belleau
- Han Bennink
- Sylvain Beuf
- Barney Bigard[1],[2],[5]
- Acker Bilk[1],[6]
- Guy Bonne
- Jean-François Bonnel
- Anthony Braxton
- Peter Brötzmann
- Étienne Brunet
- Don Byron[1],[5]

## C
- Ernie Caceres
- José Cando
- Harry Carney
- Benny Carter[2]
- Daniel Carter
- John Carter[7]
- Wayman Carver
- Evan Christopher
- Alexis Ciesla
- Tony Coe[1]
- Denis Colin
- Buddy Collette
- Alix Combelle
- François Cotinaud

## D
- Eddie Daniels[1],[8],[9]
- John Dankworth[10]
- Joe Darensbourg
- Nathan Davis
- Buddy DeFranco[1],[11]
- Laurent Dehors
- Catherine Delaunay
- Louis Nelson Deslile
- Jacques Di Donato
- Werner Dies
- Johnny Dodds[2],[6],[12]
- Eric Dolphy[5]
- André Donni
- Arne Domnérus[1]
- Jimmy Dorsey[2],[13]

## E
- André Ekyan
- Jean-Serge Essous
- Herschel Evans

## F
- Irving Fazola[2]
- Buddy Featherstonhaugh
- Giora Feidman
- Herbie Fields
- Pete Fountain[1]
- Bud Freeman

## G
- Pierre Louis Garcia-Leccia
- Jacques Gauthé
- Gianni Gebbia
- Jimmy Giuffre[1],[13]
- Benny Goodman[1],[2],[13]

## H
- Edmund Hall[1]
- Jimmy Hamilton[1],[2]
- Gunter Hampel
- Wendell Harrison
- Haywood Henry
- Woody Herman[2]
- Antonin-Tri Hoang
- Charlie Holmes
- Daniel Huck

## J
- André Jaume
- Budd Johnson
- Theo Jörgensmann[9]

## K
- Sylvain Kassap
- Robin Kenyatta
- Doreen Ketchens
- Deane Kincaide
- Peter King
- David Krakauer

## L
- Marc Laferrière
- John LaPorta
- Prince Lasha
- George Lewis[2]
- Ted Lewis
- Willie Lewis[14]
- Pepe Lienhard
- Magnus Lindgren
- Joe Lovano
- Claude Luter

## M
- Michel Mainil
- Joe Maneri
- Guy Marchand
- Matty Matlock[2]
- Bennie Maupin
- Andy McDevitt
- Hal McKusick
- Mezz Mezzrow[2],[15]
- Jean-Christian Michel
- Marcus Miller
- Bob Mintzer
- Gabriele Mirabassi
- Hans Moeckel
- Jacques Muffin
- David Murray
- Don Murray
- Vido Musso

## N
- Quinsin Nachoff
- Albert Nicholas[1]
- Jimmy Noone[2]

## P
- Christophe Panzani
- Bernard Peacock
- Michel Pellegrino
- Art Pepper
- Alphonse Picou
- Michel Portal
- Chris Potter
- Rudy Powell
- Russell Procope

## R
- Dewey Redman
- Don Redman
- Don Rendell
- André Réwéliotty
- Paquito d'Rivera[1]
- Matana Roberts
- Perry Robinson[16]
- Prince Robinson
- Christophe Rocher
- Ronnie Ross
- Hubert Rostaing
- Harry Roy
- Pee Wee Russell[2]

## S
- Maxim Saury
- Thomas Savy
- Pierre Schirrer
- Louis Sclavis[17]
- Cecil Scott
- Tony Scott[1]
- Artie Shaw[1],[2],[13]
- Larry Shields[1],[2]
- Jef Sicard
- Omer Simeon[1],[2]
- Willie Smith
- Emmanuelle Somer
- S. Frederick Starr
- Richard Stoltzman
- Monty Sunshine[1],[6]
- John Surman

## T
- Dave Tarras
- Joe Temperley
- Frank Teschemacher[2]
- Lorenzo Tio[1]
- Gianluigi Trovesi
- Aurélie Tropez
- Mark Turner
- Gérard Tarquin

## V
- Ken Vandermark
- André Villéger

## W
- Jerry Wald
- Benny de Weille
- Wade Whaley
- Michael White
- Putte Wickman[1]
- Bob Wilber[1]
- Todd Williams
- Gary Windo
- Phil Woods
- Leo Wright

## Y
- Yom
- Lester Young[2],[6]

## Z
- Marcel Zanini
- Evan Ziporyn